# Albert Capellas
Albert Capellas Herms (Avinyó, 1 oktober 1967) er en spansk fodboldtræner. Han var tidligere U/21-landstræner for Danmark.
Capellas har blandt andet også tidligere været ungdomstræner i FC Barcelona over flere omgange, assistenttræner og ungdomstræner i Brøndby IF, assistenttræner i Borussia Dortmund og cheftræner i FC Midtjylland.
Capellas begyndte sin trænergerning på en grusbane i Spanien, hvor han trænede piger og drenge og fandt ud af han ville være træner.[kilde mangler]